# كيفن بول
كيفن بول (بالإنجليزية: Kevin Poole) (21 يوليو 1963 في المملكة المتحدة - ) هو لاعب كرة قدم بريطاني في مركز حراسة المرمى. لعب مع أستون فيلا وبرمنغهام سيتي وبولتون واندررز وديربي كاونتي وليستر سيتي ونادي ميدلزبره ونادي هارتلبول يونايتد ونادي بيرتن ألبيون ونادي نورثامبتون تاون.

## وصلات خارجية
- كيفن بول على موقع قاعدة بيانات كرة القدم.إي يو (الإنجليزية)
- كيفن بول على موقع Soccerbase.com (لاعب) (الإنجليزية)
- كيفن بول على موقع عالم كرة القدم.نت (الإنجليزية)